# Stefan Schreiter
Stefan Schreiter (* 9. Dezember 1964 in Kassel) ist ein deutscher Unternehmer. Er ist Anteilseigner der Duales System Holding GmbH & Co. KG.

## Leben
Nach dem Abitur studierte Schreiter Betriebswirtschaftslehre in Göttingen und startete 1991 seinen beruflichen Werdegang bei der Thyssen Industrie AG. Danach wechselte er zur ITT Automotive GmbH. Von 1998 bis 2002 war er bei Carl Zeiss Oberkochen tätig und Chief Financial Officer Vorstand der Carl Zeiss Ophthalmologie Systems. In dieser Zeit ging das Unternehmen an die Börse. Von 2002 bis 2006 war Schreiter Geschäftsführer der Stabilus GmbH. Seit 2006 war er Chef der DSD – Duales System Holding GmbH & Co. KG, in deren Beirat er zum 1. März 2015 für kurze Zeit wechselte. Von 2010 bis 2014 war er außerdem Mitglied im Aufsichtsrat und im Beirat der Autowerkstattkette A.T.U Auto-Teile-Unger Handels GmbH & Co. KG.
Schreiter ist seit 2015 Senior Advisor der Unternehmensberatung Oxera Consulting LLP. Im September 2015 gründete Stefan Schreiter die SSC-Investments GmbH, deren Geschäftsführer er ist.

## Sonstiges
Schreiter ist Mitglied im Kuratorium des Förderkreises der Deutschen Oper Berlin. Außerdem unterstützt er die documenta in seiner Heimatstadt Kassel.
Stefan Schreiter ist Gründer der Erika und Erwin Schreiter Stiftung, die es sich zum Ziel gesetzt hat, die Lebensumstände von Menschen in unterschiedlichen Regionen der Welt zu verbessern.